# Изабелла Шотландская, графиня Норфолк
Изабелла Шотландская (также Изабель или Изобель; 1195 — после 1253) — шотландская принцесса, дочь короля Шотландии Вильгельма I Льва и Ирменгарды де Бомон.

## Биография

### Ранняя жизнь
Изабелла родилась в 1195 году и была второй из четырёх детей, родившихся в законном браке отца. Её старшей сестрой была Маргарита, графиня Кент; младшим братом был король Шотландии Александр II, а младшей сестрой — Марджори, графиня Пембрук. У Изабеллы также было много единокровных братьев и сестёр, внебрачных детей отца.
Её отец сражался с королём Англии Генрихом II и его младшим сыном Иоанном Безземельным. В результате в 1209 году Вильгельм был вынужден отправить Изабеллу и Маргариту в Англию в качестве заложников; они были заключены в замке Корф вместе с Элеонорой Бретонской, которая, чтобы не дать ей претендовать на английский трон, находилась под домашним арестом. Изабелле было всего четырнадцать во время её заключения. В июне 1213 года Иоанн отправил трём благородным дамам в платья зелёного цвета, плащи с отделкой из овчины и летние туфельки. Дамам иногда разрешалось выезжать под строжайшей охраной.

### Брак
После освобождения Изабеллы она должна была выйти замуж за английского аристократа Роджера Биго, 4-го графа Норфолка. Все сёстры вышли замуж за английских аристократов, а Александр должен был жениться на принцессе Иоанне, дочери короля Иоанна. Роджеру было примерно на четырнадцать лет младше Изабеллы. Генрих III даровал ей собственность, когда она вышла замуж за Роджера в мае 1225 года. Роджер стал подопечным своего нового зятя, короля Александра; он занимал должность до 1228 года.
Изабелла была второй в очереди на шотландский трон (после её сестры Маргариты) до 1227 года, когда у старшей сестры родилась дочь и тёзка Маргариты. К 1241 году она была четвёртой в очереди после рождения своего племянника, принца Александра.
Роджер и Изабелла были бездетны. В 1245 году Роджер отказался от неё из-за кровного родства, но был вынужден согласно церковному указу забрать Изабеллу обратно в 1253 году.
Неизвестно, когда Изабелла умерла, но она, по всей видимости, жила в Глостершире в октябре 1263 года; никаких упоминаний о ней после этого не сохранилось. Она была похоронена в доминиканской церкви в Лондоне. Роджер умер в 1270 году, и ему наследовал его племянник, Роджер Биго, 5-й граф Норфолк.
Род короля Вильгельма по его четырём законным детям пресёкся к 1290 году, что привело к кризису правопреемства.